# Seznam senatorjev 14. parlamenta Kraljevine Italije
Seznam senatorjev 14. parlamenta Kraljevine Italije je urejen po letu imenovanja.

## 1881
- Antonio Allievi
- Luigi Arrigossi
- Domenico Bartoli
- Ettore Bertolè Viale
- Vincenzo Bertolini
- Nicomede Bianchi
- Luigi Bonelli
- Giovanni Battista Borelli
- Giuseppe Calcagno
- Bartolomeo Campana di Sarano
- Giuseppe Campi Bazan
- Tancredi Canonico
- Emilio Cipriani
- Davide Consiglio
- Antonio De Martino
- Giuseppe Desimone
- Giovanni Diana
- Giovanni Dossena
- Carlo Faraldo
- Francesco Ferrara
- Emilio Ferrero
- Giulio Frisari
- Bernardino Giannuzzi Savelli
- Francesco Giuliani di San Lucido
- Luigi Griffini
- Pietro Landolina
- Benedetto Musolino
- Tito Orsini
- Vincenzo Ricasoli
- Napoleone Scrugli
- Riccardo Secondi
- Valerio Trocchi